# Matador (film)
Matador (španělsky Matador) je španělský film od režiséra Pedra Almodóvara.

## O filmu
Bývalý špičkový matador Diego Montes (Nacho Martinez) vede v Madridu školu pro toreadory. Zabíjení v aréně mu však chybí, tak moc, že tuto posedlost a vášeň obrací do vztahu k ženám. Diegův žák Ángel (Antonio Banderas) je citlivá duše vychovávaná matkou, náboženskou fanatičkou. Aby dokázal svému učiteli mužnost, pokusí se Ángel znásilnit Diegovu snoubenku Evu (Eva Cobo).
Nekonzervativní snímek ukazující, jací lidé jsou a ne, jak vypadají.